# 新羅馬尼夫卡
50°34′31″N 27°43′5″E / 50.57528°N 27.71806°E
新羅馬尼夫卡（烏克蘭語：Нова Романівка），是烏克蘭北部的村莊，隸屬日托米爾州的茲維亞赫爾區。該村面積2.1平方公里，海拔高度217米，2001年人口647，人口密度每平方公里308.54人。